# Tureia (Polynésie française)
Tureia est une commune de la Polynésie française dans l'archipel des Tuamotu. Le chef-lieu de cette dernière est Tureia.

## Géographie

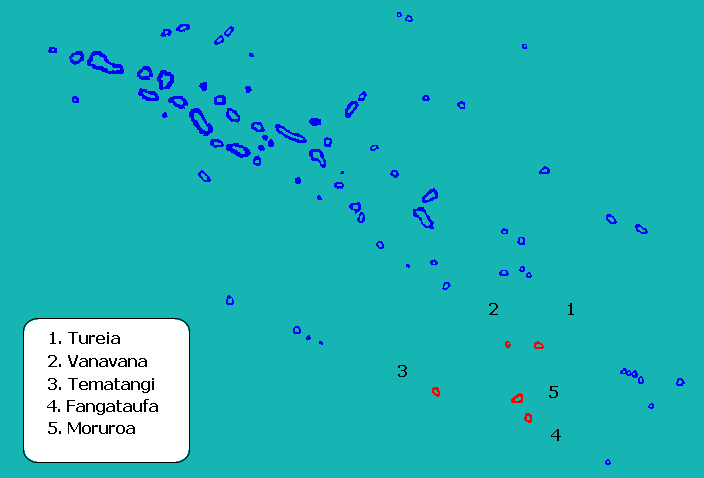
Carte des atolls de la commune de Tureia.

La commune présente la particularité géographique d'accueillir sur son territoire, à 55 kilomètres au nord-est de Tematangi, le point antipodal de La Mecque. 
La commune est composée de trois atolls :
- Tureia (dont le seul village est Fakamaru, avec 300 habitants)
- Tematangi
- Vanavana

Moruroa et Fangataufa, initialement rattachés à la commune, appartiennent depuis 1964 au domaine public de l'État.

## Démographie
L'évolution du nombre d'habitants est connue à travers les recensements de la population effectués dans la commune depuis 1971. À partir de 2006, les populations légales des communes sont publiées annuellement par l'Insee, mais la loi relative à la démocratie de proximité du 27 février 2002 a, dans ses articles consacrés au recensement de la population, instauré des recensements de la population tous les cinq ans en Nouvelle-Calédonie, en Polynésie française, à Mayotte et dans les îles Wallis-et-Futuna, ce qui n’était pas le cas auparavant. Pour la commune, le premier recensement exhaustif entrant dans le cadre du nouveau dispositif a été réalisé en 2002, les précédents recensements ont eu lieu en 1996, 1988, 1983, 1977 et 1971.
En 2017, la commune comptait 336 habitants, en augmentation de 12 % par rapport à 2012
| 1971 | 1977  | 1983  | 1988  | 1996  | 2002 | 2007 | 2012 | 2017 |
| ---- | ----- | ----- | ----- | ----- | ---- | ---- | ---- | ---- |
| 846  | 1 478 | 2 934 | 2 186 | 1 321 | 314  | 311  | 300  | 336  |

| 2022 | - | - | - | - | - | - | - | - |
| ---- | - | - | - | - | - | - | - | - |
| 261  | - | - | - | - | - | - | - | - |

La baisse importante et brutale de la population après 1996 est liée à l'arrêt des essais nucléaires pratiqués à Fangataufa et Moruroa ayant entraîné le départ des populations vivant de manière permanente sur ces deux atolls pour des raisons économiques.

## Politique et administration
| Période                                  | Période  | Identité               | Étiquette         | Qualité |
| ---------------------------------------- | -------- | ---------------------- | ----------------- | ------- |
| Les données manquantes sont à compléter. |          |                        |                   |         |
| avant 1981                               | 2020     | Témauri Toarere        |                   |         |
| 2020                                     | En cours | Tevahineheipua Brander | Tapura Huiraatira |         |

## Lieux et monuments
Une piste d'atterrissage et une église sont visibles à Hakamaru.